# Emilewo
Emilewo – przysiółek wsi Barłogi (do 31.12.2012 samodzielna wieś) w Polsce położony w województwie wielkopolskim, w powiecie kolskim, w gminie Grzegorzew.
W latach 1975–1998 przysiółek administracyjnie należał do województwa konińskiego.